# 들라주
들라주(프랑스어: Delage)는 프랑스의 고급차 제조업체다. 1905년 루이 들라주가 설립했다. 1935년 들라예에 매각되었고, 모기업이 문을 닫기 1년 전인 1953년 활동을 중단했다.